# آنول دومینیکن
آنول دومینیکن (نام علمی: Anolis oculatus) نام یک گونه از سرده آنول است.